# پرنسس دایانا (ترانه)
«پرنسس دایانا» (به انگلیسی: Princess Diana) ترانه‌ای از رپر آمریکایی آیس اسپایس می‌باشد که در نخستین آلبوم چندآهنگهٔ وی تحت عنوان مثلاً..؟ قرار دارد. این ترانه در ۲۰ ژانویهٔ سال ۲۰۲۳ از سوی تن‌کا پراجکتس و کپیتال رکوردز منتشر گردید. نسخهٔ ریمیکس این ترانه به‌همراهٔ رپر ترینیدادی-آمریکایی نیکی میناژ نیز در ۱۴ آوریل سال ۲۰۲۳ منتشر گردید و در جدول بیلبورد هات ۱۰۰ به رتبهٔ ۴ دست یافت.